# تایهو (دوره)
تایهو (به ژاپنی: 大宝 Taihō) نام عصر ژاپنی (نِنگُو) بود. این عصر بعد از شوچو و قبل از کیوئون قرار داشت و از مارس ۷۰۱ تا مه ۷۰۴ به طول انجامید. در طی این عصر امپراتور مونمو حکمران ژاپن بود.